# Squelette axial
Le squelette axial est chez les vertébrés la partie du squelette qui se compose des os de la tête et du tronc. Pour les poissons osseux, par exemple, le squelette axial ne comprend pas les nageoires et leur attache, qui ont évolué vers les membres des tétrapodes. Chez l'humain, il se compose de 80 os et comporte six parties : le crâne (22 os), les osselets de l'oreille moyenne (6 os), l'os hyoïde, la cage thoracique, le sternum et la colonne vertébrale. 
Le squelette axial et le squelette appendiculaire forment le squelette complet. Une autre définition du squelette axial peut être utilisée, le terme désigne alors les vertèbres, le sacrum, le coccyx, les côtes et le sternum.

## Étymologie
Le mot « axial » est tiré du mot « axe » et fait référence au fait que les os sont situés à proximité ou le long de « l'axe » central du corps. Le terme axe désigne le point central autour duquel les autres structures sont réparties. 

## Composition
Le squelette axial est composé de 80 os :
- le crâne, qui contient 22 os, dont 8 crâniens et 14 faciaux ;
- les 6 osselets de l'oreille moyenne (3 de chaque côté) ;
- l'os hyoïde dans la région cervicale antérieure ;
- les 26 os de colonne vertébrale ;
- le sternum ;
- et 24 côtes (12 paires).

## Structure
Les os plats abritent le cerveau et d'autres organes vitaux. Cet article traite principalement du squelette axial des humains. Cependant, il est important de comprendre la lignée évolutive du squelette axial. C'est le noyau médial du corps qui relie le bassin au corps, auquel le squelette appendiculaire est fixé. Avec le vieillissement, les os s'affaiblissent, à l'exception du crâne qui reste solide pour protéger le cerveau des blessures.

### Crâne humain

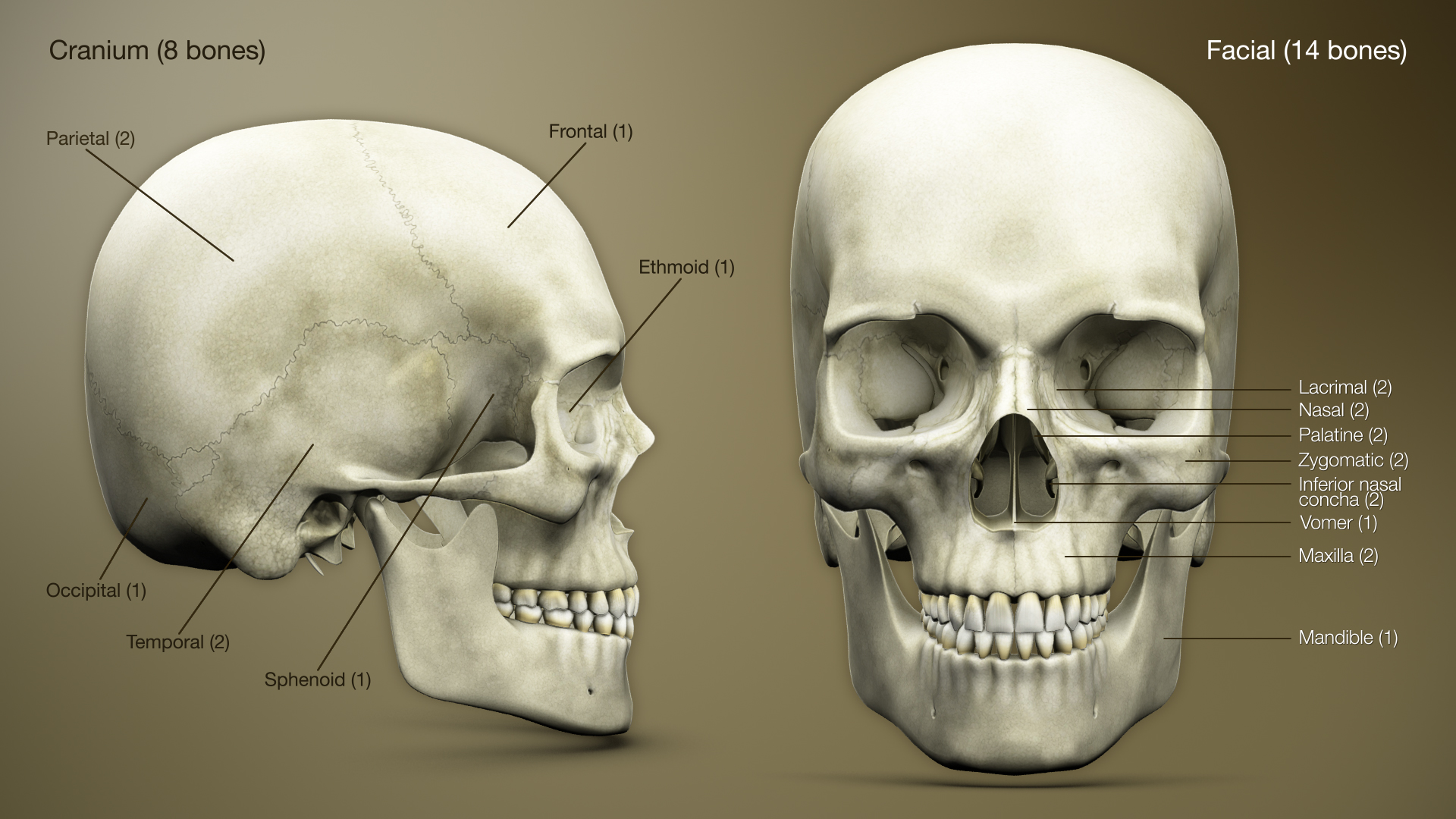
Animation médicale 3D du crâne humain

Le crâne se compose du neurocrâne qui forme la boite crânienne et du splanchnocrâne qui forme le massif facial. Le crâne contient et protège le cerveau dans un grand espace appelé la voûte crânienne. Le neurocrâne est formé de huit os en forme de plaque qui s'articulent au niveau des sutures. Les quatorze os du splanchnocrâne forment la partie antéro-inférieure du crâne. Ensemble, les 22 os qui composent le crâne forment des espaces supplémentaires, tels que les orbites, l'oreille interne, le nez et la bouche. Les os du visage les plus importants comprennent la mâchoire inférieure (la mandibule), la mâchoire supérieure ou maxillaire, l'os zygomatique (pommette) et l'os nasal. 
À la naissance, le crâne humain est composé de plusieurs plaques séparées par les fontanelles pour permettre la flexibilité lors du passage à travers le bassin et le canal génital pendant l'accouchement. Au cours du développement, ces huit plaques fusionneront en une seule structure connue sous le nom de crâne. Le seul os qui reste séparé du reste du crâne est la mandibule. 

### Cage thoracique
La cage thoracique comporte 25 os, c'est-à-dire 12 paires de côtes et le sternum. La cage thoracique sert de protection aux organes vitaux tels que le cœur et les poumons. Les côtes ont une forme arquée, avec une extrémité aplatie et l'autre extrémité arrondie. En arrière, les extrémités arrondies sont articulées avec les vertèbres thoraciques et les extrémités aplaties se rejoignent au niveau du sternum, à l'avant. 
Les sept premières côtes (en partant du haut) se fixent au sternum par l'intermédiaire d'une articulation cartilagineuse et sont appelées « vraies côtes ». Les huitième, neuvième et dixième paires de côtes ne sont pas reliées directement au sternum, mais aux côtes supérieures, et pour cela elles sont connues sous le nom de « fausses côtes ». Les deux dernières paires de côtes sont appelées « côtes flottantes » car elles ne se fixent pas au sternum ou à d'autres côtes et se terminent par un cartilage libre.  
La longueur de chaque côte augmente de la première à la septième paire, puis diminue jusqu'à la dernière paire de côte. La première côte est la plus courte, la plus large, la plus plate et la plus courbée. 

### Colonne vertébrale
La colonne vertébrale et divisées en 5 parties. De haut en bas on trouve 7 vertèbres cervicales qui constituent la jonction de la colonne vertébrale avec le crâne. Elles sont suivies de 12 vertèbres thoraciques , de 5 vertèbres lombaires, de 5 vertèbres sacrées fusionnées en un os unique, le « sacrum » qui joint la colonne avec le bassin et de 4 vertèbres coccygiennes qui fusionnées donnent le « coccyx ».
À la naissance, la majorité des humains ont donc 33 vertèbres distinctes. Cependant, au cours du développement normal, plusieurs vertèbres fusionnent, laissant un total de 26 os. Pour cette raison il est parfois considéré qu'il existe 24 vertèbres (cervicales, thoraciques et lombaires) ainsi que le sacrum et le coccyx, comptés à part. Si le sacrum et le coccyx sont comptés comme une seule vertèbre, alors on obtient le total du 26 os. 